# Publicité multilocale
 (janvier 2016).
 (janvier 2016).
La publicité multilocale est utilisée dans la publicité en ligne pour diffuser des messages publicitaires numériques sur plusieurs zones géographiques et optimiser cette diffusion dans chacune des zones simultanément de façon indépendante. La publicité multilocale est notamment utilisée par les enseignes ayant un réseau de magasins physiques afin d’attirer en magasin les internautes présents dans leur zone de chalandise.

## Fonctionnement
La publicité multilocale utilise diverses techniques : géolocalisation, programmatique, big data & machine learning.  
Les internautes sont géolocalisés via leur navigation sur différents sites ou Apps sur desktop, mobile ou tablette. Les techniques de géolocalisation consistent à utiliser différentes sources d’information comme l’adresse IP, la triangulation Wi-Fi, la donnée GPS, les cookies, etc. Un certain nombre de sociétés se sont spécialisées dans ce domaine (MaxMind, DigitalElement, etc.) et fournissent ces données de géolocalisation aux différentes plateformes numériques pour leur permettre de proposer la fonctionnalité de géo-ciblage. Cette information de géolocalisation est ainsi transmise lors de l’appel publicitaire et peut être exploitée dans le ciblage. 
Des publicités contenant des informations locales spécifiques s’affichent sur les différents médias numériques (Google, Facebook, Display). Le déploiement de ces publicités à grande échelle repose sur les technologies d’automatisation de la diffusion publicitaire comme l’achat programmatique ou les API des grandes plateformes numériques. 
L’optimisation de la diffusion publicitaire repose sur les techniques de big data & machine learning permettant d’automatiser la récupération et l’analyse de données sur chacune des zones géographiques ciblées et d’adapter la diffusion et le contenu des messages publicitaires en fonction de leur efficacité. 
À un même moment, la nature des messages les plus pertinents à faire figurer est extrêmement variable d’une zone géographique à l’autre. Cela est notamment dû à des facteurs externes tels que la météo, la typologie de consommateur, les événements locaux, etc. qui varient selon chaque zone géographique et rendent difficile une approche déterministe. 

## Évolution par rapport à la publicité locale
La publicité locale est une forme de publicité utilisée pour cibler et acquérir une clientèle locale souvent située au sein d’une zone de chalandise déterminée. 
Les médias traditionnellement utilisés sont : la presse quotidienne régionale, la presse hebdomadaire régionale, la publicité extérieure comme les panneaux directionnels ou les 4par3[Quoi ?], la radio, l’imprimé publicitaire, les annuaires. L’imprimé publicitaire, et notamment le prospectus papier, est encore aujourd’hui le média le plus important au local.
Des nouvelles méthodes de marketing direct numériques comme les SMS et les courriels ont été ajoutées au début des années 2000. Le numérique a permis de rendre cette communication plus dynamique et plus personnalisée aux consommateurs. 
L’innovation apportée par la publicité multilocale consiste à individualiser à chaque zone géographique la diffusion de messages publicitaires numériques, ce qui était techniquement impossible avec les méthodes traditionnelles.